# مونيكا بويار
مونيكا بويار (بالإنجليزية: Monica Boyar)‏ هي مصممة أزياء ومغنية وممثلة أمريكية، ولدت في 20 ديسمبر 1920 في ماو في جمهورية الدومينيكان، وتوفيت في 3 أكتوبر 2013.

## وصلات خارجية
- مونيكا بويار على موقع IMDb (الإنجليزية)
- مونيكا بويار على موقع قاعدة بيانات برودواي على الإنترنت (الإنجليزية)